# Конкарно (кантон)
Конкарно (фр. Concarneau) — кантон во Франции, находится в регионе Бретань, департамент Финистер. Входит в состав округа Кемпер.

## История
До 2015 года в состав кантона входили коммуны Конкарно и Трегюнк.
В результате реформы 2015 года состав кантона был изменен — в нем осталась только коммуна Конкарно и добавились четыре коммуны упраздненного кантона Роспорден и одна коммуна упраздненного кантона Банналек.

## Состав кантона с 1 января 2017 года
- Конкарно (19 816 чел.)
- Мельвен (3 408 чел.)
- Роспорден (7 614 чел.)
- Сент-Иви (3 249 чел.)
- Турк (997 чел.)
- Эльян (3 320 чел.)

## Политика
На президентских выборах 2022 г. жители кантона отдали в 1-м туре Эмманюэлю Макрону 31,8 % голосов против 20,3 % у Марин Ле Пен и 20,2 % у Жана-Люка Меланшона; во 2-м туре в кантоне победил Макрон, получивший 64,3 % голосов. (2017 год. 1 тур: Эмманюэль Макрон – 29,1 %, Жан-Люк Меланшон – 19,9 %, Марин Ле Пен – 16,5 %, Франсуа Фийон – 16,4 %; 2 тур: Макрон – 74,4 %. 2012 год. 1 тур: Франсуа Олланд — 33,4 %, Николя Саркози — 23,3 %, Марин Ле Пен — 13,6 %; 2 тур: Олланд — 60,2 %).
С 2021 года кантон в Совете департамента Финистер представляют Селин Гас-Ле Тандр (Céline Gaz-Le Tendre) и мэр коммуны Роспорден Мишель Луссуарн (Michel Loussouarn) (оба — Разные левые).
|                | Кандидаты                          | Партия                   | Первый тур | Первый тур     | Второй тур | Второй тур |
| Кол-во голосов | Кандидаты                          | Партия                   | % голосов  | Кол-во голосов | % голосов  |            |
| -------------- | ---------------------------------- | ------------------------ | ---------- | -------------- | ---------- | ---------- |
|                | Селин Гас-Ле Тандр Мишель Луссуарн | Разные левые             | 4 444      | 43,03          | 6 004      | 56,09      |
|                | Марк Биго Паскаль Пишон            | Правоцентристский блок   | 3 004      | 29,08          | 4 701      | 43,91      |
|                | Ноэми Мийо Кристиан Перес          | Национальное объединение | 1 476      | 14,29          |            |            |
|                | Мишель Ле Бретон Эльвиг Жиль Юар   | Разные центристы         | 1 407      | 13,62          |            |            |

|                | Кандидаты                         | Партия                  | Первый тур | Первый тур     | Второй тур | Второй тур |
| Кол-во голосов | Кандидаты                         | Партия                  | % голосов  | Кол-во голосов | % голосов  |            |
| -------------- | --------------------------------- | ----------------------- | ---------- | -------------- | ---------- | ---------- |
|                | Николь Зьеглер Жак Франсуа        | Социалистическая партия | 4 327      | 30,56          | 6 905      | 50,58      |
|                | Ксавье Кальварен Кристин Ле Тенье | Правый блок             | 4 851      | 34,26          | 6 746      | 49,42      |
|                | Жаклин Коик Жозеф Пишон           | Национальный фронт      | 2 591      | 18,30          |            |            |
|                | Анни Клоарек Жан-Луи Паскаль      | Левый фронт             | 1 364      | 9,63           |            |            |
|                | Стефан Анжибо Мари-Андре Кловис   | Европа Экология Зелёные | 1 028      | 7,26           |            |            |